# Cyrus Todiwala

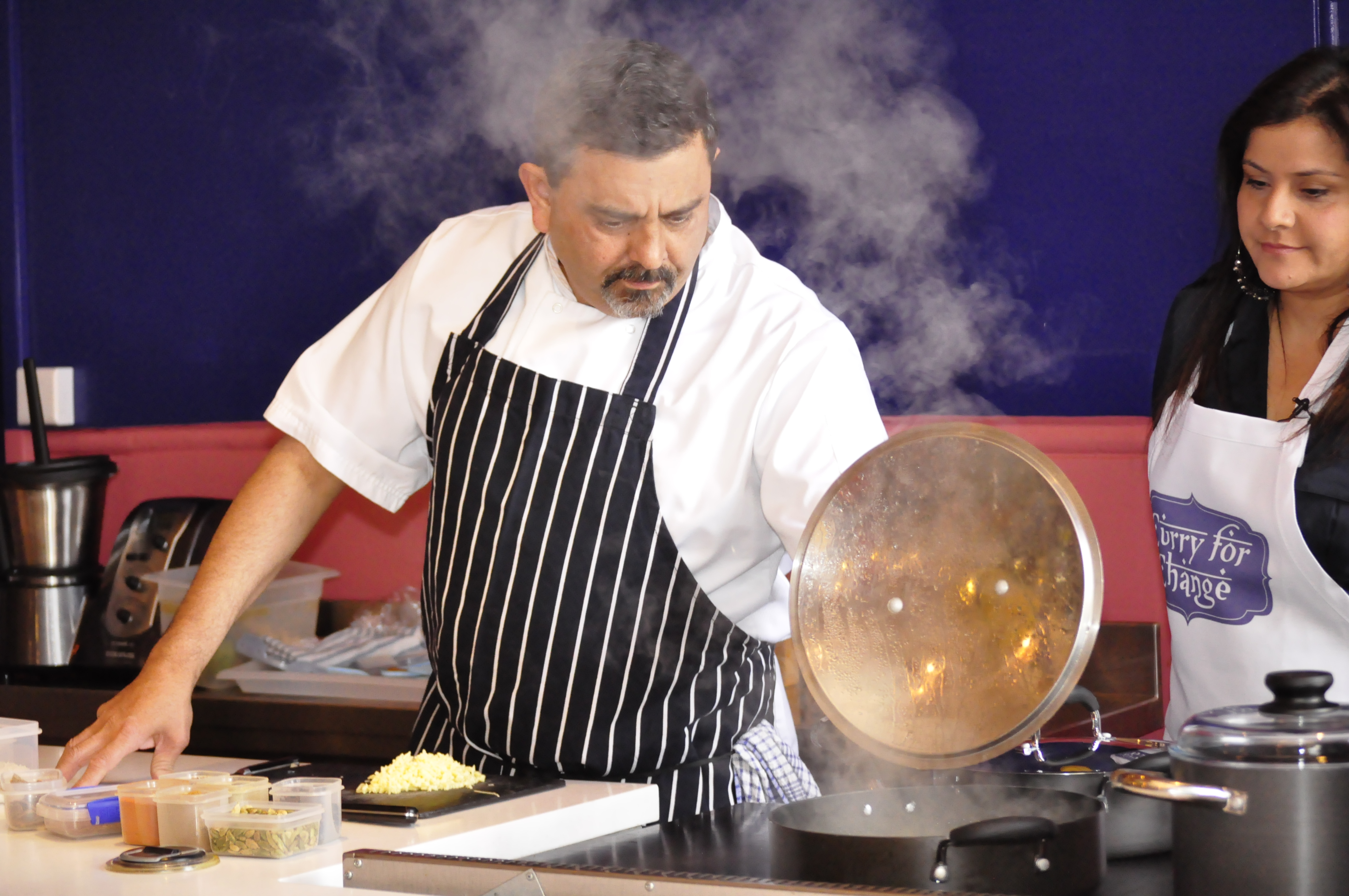
Cyrus Todiwala

Cyrus Todiwala, OBE (* 16. Oktober 1956 in Mumbai, Indien) ist ein indischer Koch, Fernsehkoch, Gastronom sowie Kochbuchverfasser.

## Leben und Werk
Todiwala studierte Hotelverwaltung und Lebensmitteltechnologie am Sophia Shree B.K.Somani Memorial Polytechnic College in Mumbai und absolvierte eine Ausbildung zum Koch bei Taj Hotels Resorts and Palaces in Indien, wo er Executive Chef dieser Hotelkette in Indien wurde. Seine Ehefrau Pervin, mit der er zwei Söhne bekam, traf er im Taj Mahal Hotel in Mumbai. 1991 zog er mit der Familie nach Australien und danach nach London, um dort ein Restaurant zu leiten. 2000 wurde er bereits für seine Verdienste um die Hotellerie mit einem MBE ausgezeichnet.
2006 eröffnete er ein Cafe und einen Coffeeshop. 2010 brachte er eine Reihe von Kochsaucen unter dem Markennamen Mr Todiwala's auf den Markt. 2011 eröffnete er ein weiteres Restaurant im Hilton Hotel am Terminal 5 des Flughafens London Heathrow. Unter anderem in London und in Dubai trat er regelmäßig bei Taste Festivals auf.
Er war der erste indische Koch in Großbritannien, der für die Archive der British Library aufgenommen wurde und war als Fernsehkoch regelmäßig in BBC ONE in der Serie Saturday kitchen  und bei anderen Fernsehsendern tätig. Er arbeitete mit dem National Health Service zusammen, um gemeinsam mit Lloyd Grossman und dem London East Training and Enterprise Council ethnische Menüs für Krankenhäuser zu erstellen. Während er vom Innenministerium mit Abschiebungsdrohungen konfrontiert war, war er neben dem ehemaligen Innenminister David Blunkett auch Mitglied des Nationalen Beirats für Ziele der allgemeinen und beruflichen Bildung. 2010 wurde er in der Feinschmecker-Sektion der Evening Standard – Liste der tausend einflussreichsten Personen Londons neben anderen Köchen wie Gordon Ramsay, Heston Blumenthal und Jamie Oliver aufgeführt. 2012 kochte er im Rahmen des Diamantjubiläums von Elizabeth II. für die Königin und den Herzog von Edinburgh an der Krishna Avanti Schule in Harrow. 2013 präsentierte er mit dem schottischen Koch Tony Singh eine eigene Kochshow auf BBC Two: The Incredible Spice Men: Todiwala And Singh.
Nachdem er vier erstklassige Restaurants in London gegründet hatte, kehrte er 2014 nach Indien zurück, um ein Restaurant am Ufer des Flusses Baga in Goa zu gründen. 2017 wurde er der erste Chefbotschafter der Wohltätigkeitsorganisation Rare Breeds Survival Trust (RBST).

## Auszeichnungen
- 2000: Most Excellent Order of the British Empire, MBE
- 2005: Sonderpreis bei den Springboard Awards for Excellence.
- 2009: Ehrendoktorwürde London Metropolitan University[2]
- 2010: Most Excellent Order of the British Empire, OBE
- Honorarprofessor der Thames Valley University
- 2010: Auflistung in der Feinschmecker-Sektion der Evening Standard – Liste der tausend einflussreichsten Personen Londons im Jahr 2010
- 2011: Listung in Who’s Who

## Veröffentlichungen (Auswahl)
- Simple Spice Vegetarian: Easy Indian Vegetarian Recipes From Just 10 Spices, 2020, ISBN 978-1-78472-576-1.
- Cafe Spice Namaste: Modern Indian Cooking, 1998, ISBN 978-1-57959-028-4.
- Mr Todiwala’s Spice Box: 120 recipes with just 10 spices, 2016, ISBN 978-1-78472-161-9.
- Cafe Spice Namaste: New-wave Indian Cooking with Over 100 Recipes, 1998, ISBN 978-0-09-186503-0.
- Indisch Kochen: Mister Todiwalas Bombay – Originalrezepte und Erinnerungen aus Indien, 2014, ISBN 978-3-86873-712-7.